# Antonio Vagnozzi
| 5609 Stroncone         | 22 marzo 1993     |
| 5654 Terni             | 20 maggio 1993    |
| 6417 Liberati          | 4 dicembre 1993   |
| 8943 Stefanozavka      | 30 gennaio 1997   |
| 10208 Germanicus       | 30 agosto 1997    |
| 12358 Azzurra          | 22 settembre 1993 |
| 14077 Volfango         | 9 agosto 1996     |
| 15391 Steliomancinelli | 3 ottobre 1997    |
| 17547 Nestebovelli     | 21 settembre 1993 |
| 19262 Lucarubini       | 29 luglio 1995    |
| 20139 Marianeschi      | 19 agosto 1996    |
| 21160 Saveriolombardi  | 10 ottobre 1993   |
| 21189 Robertonesci     | 3 maggio 1994     |
| 21190 Martamaffei      | 10 maggio 1994    |
| 21287 Santa-Lucia      | 31 ottobre 1996   |
| 39641 Pézy             | 29 maggio 1995    |
| 43924 Martoni          | 22 febbraio 1996  |
| 44368 Andreafrigo      | 23 settembre 1998 |

Antonio Vagnozzi (1950) è un astronomo italiano.
Il Minor Planet Center gli accredita le scoperte di quarantasette asteroidi, effettuate tra il 1993 e il 1999. 
Gli è stato dedicato l'asteroide 7529 Vagnozzi.